# 胡总镇
胡总镇，是中华人民共和国安徽省阜阳市太和县下辖的一个乡镇级行政单位。

## 行政区划
胡总镇下辖以下地区：
胡总村、魏店村、周小庙村和薄李村。